# تلمبه شهید الله‌وردی
تلمبه شهید الله‌وردی یک منطقهٔ مسکونی در ایران است که در دهستان گلزار واقع شده‌است. تلمبه شهید الله‌وردی ۱۰۲ نفر جمعیت دارد.